# Gualala (Honduras)
Gualala (uit het Nahuatl: "Overvloed aan goede grond") is een gemeente (gemeentecode 1611) in het departement Santa Bárbara in Honduras.
De plaats heeft ook Gualatan en Gualalatepequez geheten. De documenten van het grondbezit stammen uit 1835, maar de plaats is nog ouder.
De plaats ligt in geaccidenteerd terrein. Dichtbij stroomt de beek Quebrada de Talgua.
De voetbalclub Atlético Gualala speelt in de Liga Nacional de Honduras.

## Bevolking
De bevolking is als volgt verdeeld:
| Vrouwen | 2509 | 46,8% |
| Mannen  | 2852 | 53,2% |

## Dorpen
De gemeente bestaat uit acht dorpen (aldea), waarvan het grootste qua inwoneraantal: Guacamaya (code 161104).